# Norops cupreus
Norops cupreus este o specie de șopârle din genul Norops, familia Polychrotidae, descrisă de Hallowell 1860. Conform Catalogue of Life specia Norops cupreus nu are subspecii cunoscute.